# La Neuville-au-Pont
La Neuville-au-Pont is een gemeente in het Franse departement Marne (regio Grand Est) en telt 580 inwoners (1999). De plaats maakt deel uit van het arrondissement Châlons-en-Champagne.

## Geografie
De oppervlakte van La Neuville-au-Pont bedraagt 15,2 km², de bevolkingsdichtheid is 38,2 inwoners per km².
De onderstaande kaart toont de ligging van La Neuville-au-Pont met de belangrijkste infrastructuur en aangrenzende gemeenten.

## Demografie
Onderstaande figuur toont het verloop van het inwonertal (bron: INSEE-tellingen).